# Alfa Busz Kft.
Az Alfa Busz Kereskedelmi Kft. 2011 óta felszámolás alatt álló, székesfehérvári székhelyű, autóbuszokkal foglalkozó cég. 2002-ben alapították, és kezdetben csupán használt buszok behozatalával foglalkozott.
2003-ban mutatták be az első saját fejlesztésű autóbuszokat: az Alfa Localót és Regiót. A városi Localo buszokat elsősorban a VT-Transman és a Nógrád Volán alkalmazták a BKV alvállalkozásában, az utóbbi számára még használt Volvo 5000A és 7000A csuklós buszokat is hozott be az Alfa Busz külföldről. A helyközi Regio különböző autóbuszos tenderek során a Volán-társaság több mint feléhez eljutott. Az Alfa Busz jelentős szerepet vállalt 2009-ben a debreceni szolgáltatóváltás során, hiszen ők szállíthattak le 140 darab új autóbuszt az Inter Tan-Ker Zrt. számára.
2009-től visszaesett az Alfa Busz termelése. A BKV-botrányt, majd a Volánbusz tenderén sikertelenül szereplést követően 2010-ben csődbe ment az autóbuszgyártó részleg, a buszjavítással és kereskedelemmel foglalkozó részlegek ellen pedig később rendeltek el felszámolást.

## Története
Az Alfa Buszt 2002. június 26-án alapították Székesfehérváron. A cég az Ikarus székesfehérvári gyárában kezdte meg működését, ekkor még kizárólag külföldi használt autóbuszok behozatalával foglalkozott. Indulásakor stratégiai partnerséget kötött a svéd Volvo autóbuszgyárral, aminek köszönhetően 2003-ban be tudták mutatni az új saját fejlesztésű városi Localo és helyközi Regio autóbuszokat, amiket a Volvo önjáró alvázaira gyártottak. 2007-ben emelt padlószintű távolsági Alfa Interregióval bővült a termékpaletta, amiket szintén Volvo alvázra építettek.
Az új buszok gyártása mellett tovább folytatták a külföldi használt autóbuszok behozatalát, honosítását és továbbértékesítését, így kerültek az országba LPG meghajtású DAB 15-1200 buszok, valamint sűrített földgáz üzemű Volvo 5000A és 7000 autóbuszok is, azonban a hazai vállalatok nem mutattak túl nagy érdeklődést ezek iránt. 2007-ben az Alfa Busz 83 darab használt genfi Volvo 7000A csuklós buszra szerzett vásárlási jogot. Ugyanebben az évben megkezdődött a Szabadság híd felújítása, emiatt az augusztustól szünetelő 47-es és 49-es villamosokat a Deák Ferenc tér és a Kelenföldi pályaudvar között a Nógrád Volán pótolta az Alfa Busztól vásárolt 5 darab ex-genfi Volvo 7000A-val, valamint 5 darab ex-stockholmi Volvo 5000A-val, azonban utóbbiak esetében a honosítás (negyedik utasajtó kialakítása, nyitható ablakok beépítése) elhúzódása miatt egy időre Salgótarjánból és az Alba Volántól helyeztek át csuklós buszokat Budapestre. A buszok rendszeres műszaki hibái és az azokra érkező utaspanaszok miatt 2008 februárjában részben, majd októberre teljesen leváltották a Nógrád Volán autóbuszait a villamospótlóról, és más vonalakra helyezték át.
2007 végén a BKV használtbusz-beszerzési tendert írt 60 + 24 darab csuklós busz számára. A pályázati dokumentációt négy társaság vette meg, azonban egyedül az Alfa Busz adott be érvényes ajánlatot. Ajánlatukban magas áron, 47,9 millió forintért árulták a csuklós buszok darabját, míg a BKV 2004 és 2006 között az új Volvo 7700A buszok darabját 62–65 millió forintért vásárolta a gyártótól. Az autóbuszok megvásárlása ellen számos média és a Városi és Elővárosi Közlekedési Egyesület is felszólalt, továbbá Vitézy Dávid, a VEKE elnöke rávilágított a Nógrád Volán által is használt csuklós buszok gyakori meghibásodására, a Heti Válasz pedig kiderítette, hogy Antal Attila BKV-vezérigazgató fia az Alfa Busznak dolgozik. Antal Attila ezután a Figyelőnetnek elmondta, hogy fia csupán logisztikai munkatársként dolgozott a buszgyártónál. Az Alfa Buszt érő támadások miatt a cég 2008 februárjában visszavonta az ajánlatát, ezáltal a BKV tendere eredménytelenül záródott. Az Alfa Busz ezt követően nem hívta le a teljes opciót a használt genfi buszokra, viszont így is sikerült összesen 13 darabot eladni belőlük az Alba és a Balaton Volánnak.
A céget 2008. október 1-jén átszervezték, ekkor hozták létre a buszgyártással foglalkozó Alfa Busz 2002 Járműgyártó Kft. és az ügyfélszolgálatot intéző Alfa Busz 2008 Vevőszolgálati Kft. leányvállalatokat.
2008-ban az Alfa Busz a svájci La Chaux-de-Fonds városból helyközi kialakítású, alacsony belépésű midibuszokra kapott rendelést. Az Alfa Urbano névre keresztelt járműveket 2009-ben szállították le a megrendelő számára. Ugyancsak ebben az évben a debreceni autóbuszos személyszállítási pályázatot a DKV Debreceni Közlekedési Zrt. és az Inter Tan-Ker Zrt. által alkotott konzorcium nyerte el. A szolgáltatás megkezdéséhez az ITK 100 darab szóló Alfa Cívis 12 és 40 darab csuklós Alfa Cívis 18 autóbuszt rendelt az Alfa Busztól.
2009-től drasztikusan visszaesett a cég termelése, emiatt pénzügyi gondok is akadtak a gyártónál. Reményt a Volánbusz 2009. március 25-én 20 darab alacsony belépésű szólóbuszra, 20 darab alacsony belépésű háromtengelyes autóbuszra és 15 darab turistabuszra kiírt beszerzése jelentett, amit az Alfa Busz meg is pályázott. Az első kör végén érvénytelennek minősítették a jelentkezést, majd fellebbezés után a Volánbusz elfogadta hiánypótlást. Mindezek ellenére az Alfa Buszt a második körben ismét kizárták az autóbuszok nem megfelelő fordulóköre miatt, ezt követően a tendert a kínai King Long autóbuszgyár nyerte, második helyen a cseh VIKO s.r.o. végzett. A kizárt cég a Közbeszerzési Döntőbizottságnál támadta meg a Volánbusz döntését, és mivel nem sikerült bizonyítani, hogy a járműveknek nem megfelelő a fordulási köre, ezért a bizottság visszahelyezte az Alfa Buszt az eljárásba, továbbá az ajánlatok újraértékelésére és 3 millió forintos bírság megfizetésére kötelezte a Volánt. Az újraértékelés után is a King Long ajánlata volt a legkedvezőbb, amit a VIKO s.r.o. ajánlata követett, az Alfa Buszt ezúttal is kizárták, mivel az egyik mellékelt műszaki ábra nem volt megfelelő, valamint a felajánlott autóbuszok állófelülete nem felelt meg a vonatkozó jogszabályi rendelkezésnek. A döntés után ismét a KDB-hez fordult a székesfehérvári buszgyártó, azonban a Volánbusz második kifogását jogosnak tartották, és jóváhagyták az Alfa Busz kizárását. Ugyan a közbeszerzési eljárás sikerrel zárult, de a szerződést már nem kötötte meg a Volánbusz a győztessel, mivel időközben az egész tendert visszavonták.
Az Alfa Busz ekkorra már 250–260 millió forint tartozást halmozott fel, ezért 2010. március 9-én saját maguk csődeljárást kezdeményeztek az autóbuszgyártó részleg, az Alfa Busz 2002 Járműgyártó Kft. ellen újbóli talpra állás céljával. A csődeljárás megkezdése ellenére az Alfa Busz kezdetben indulni kívánt a Volánbusz újból kiírt autóbuszos tenderén, emellett külföldi nagyvállalatok segítségével indították volna újra a termelést. A vezetés szerint a Volánbusz tendere okozta a cég csődjét, azonban a debreceni Cívis buszok garanciális javításai mégis nagyobb kiadásokat jelentettek számukra. Utolsó próbálkozásuk egy Nissan Atleon teherautó alvázra épített midibusz volt, amit 2010-ben mutattak be. A prototípusra egyedül Nagyvárad mutatott érdeklődést, azonban gyártásra és értékesítésre nem került már sor.
A cégcsoport ellen 2011 áprilisában rendelt el kényszer-végelszámolást a bíróság, ami hitelezői kérésre felszámolásba fordult. Az Alfa Busz nem értékesített autóbuszait a hitelező bank lefoglalta, majd megvételre bocsátotta azokat.

## Autóbuszok

### Alfa Cívis

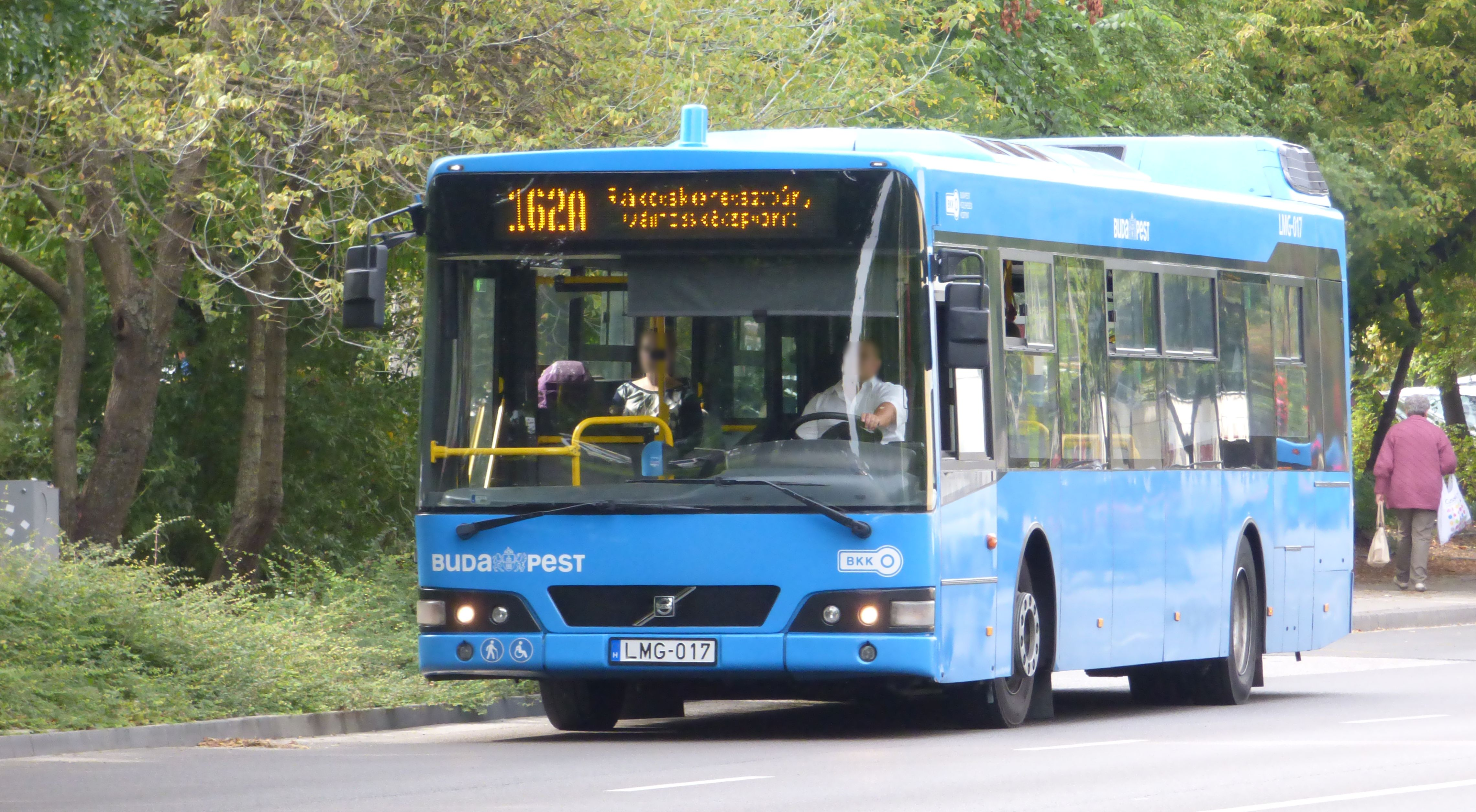
Alfa Cívis 12 Budapesten

Debrecenben 2009-ben zajlott le egy szolgáltatóváltás az autóbuszos személyszállítás terén, amelyet még az előző évben a DKV Debreceni Közlekedési Zrt. és az Inter Tan-Ker Zrt. által alkotott „Cívisbusz konzorcium” nyert el, miután kizárták a másik ajánlattevő Hajdú Volánt. A konzorciumból az ITK feladata volt a szolgáltatáshoz új buszok beszerzése, akik az Alfa Buszt bízták meg 100 szóló és 40 csuklós autóbusz beszerzésére. Az Alfa Busz a 102 darab szóló Cívis 12-t a székesfehérvári gyárukban gyártották le alacsonypadlós Volvo B9L önhordó alvázra, az első két prototípust az Alba Volán vette állományába, a többi mind Debrecenbe került. A csuklósokat már nem ők készítették el, hanem a Volvo wrocławi gyárában legyártott Volvo 7700A buszokat Magyarországra behozva Cívis 18 néven állították forgalomba. Üzemeltetésük alatt számos hiba keletkezett a szóló autóbuszokon, és emiatt cserélni kellett az üzemanyagtartályukat, a hátsó hídjukat és a kapaszkodórendszerüket, de gondok voltak még a laza alkatrészekkel és a lassú ajtónyitó rendszerrel is.
2014-ben a 2-es villamos elindulása miatt 16 darab Alfa Cívis 12 szabadult fel Debrecenben, ebből 15-öt az Inter Tan-Ker bérbe adott a BKV-nak, melyekhez 2018-ban az első ITK Reform 500LE debreceni forgalomba állásával további egy csatlakozott. Budapesten a szerződésük lejártáig, 2023. április 30-ig közlekednek.

### Alfa Interregio

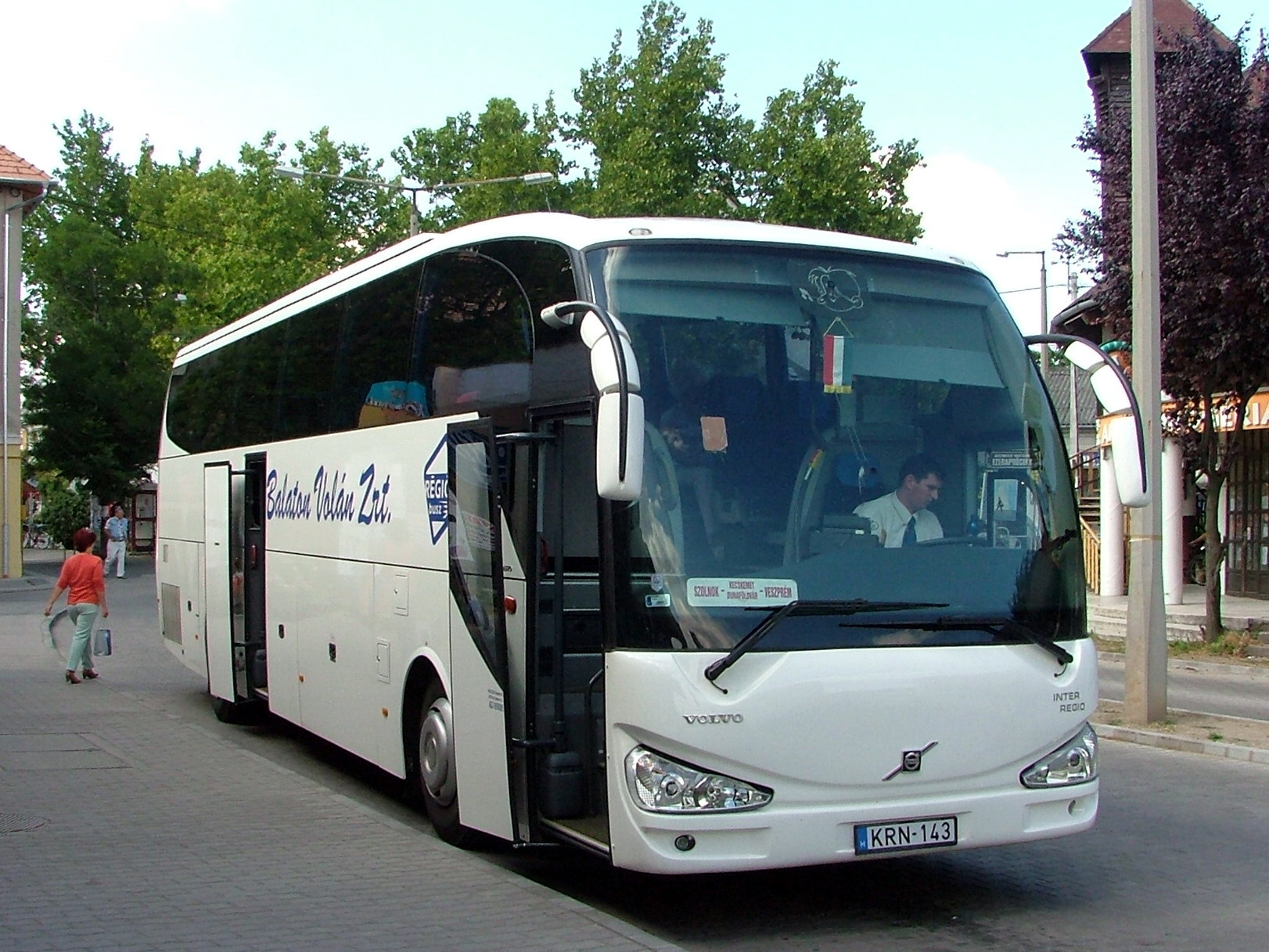
Alfa Interregio Dunaföldváron

Az Alfa Interregio emelt padlószintű távolsági autóbuszt 2007-ben mutatták be, és 2009-ig gyártották. Tervezéskor a portugál Irmãos Mota ATOMIC 3 autóbuszt vették alapul, és a kelet-európai viszonyokra adaptálták. Többségüket – 50 darabot – Oroszországban, a Leningrádi területen értékesítették, míg idehaza kevés példány került gazdához.

### Alfa Localo

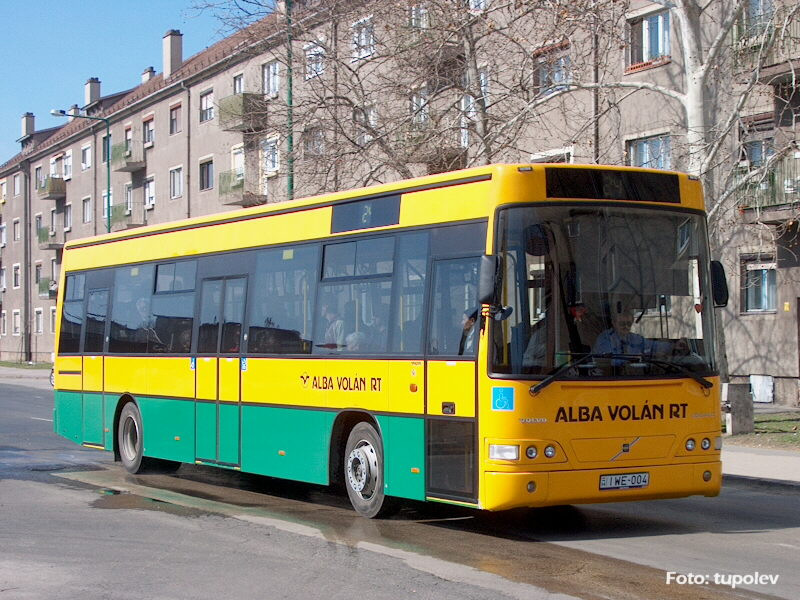
Első generációs Localo Dunaújvárosban

Az Alfa Localót 2003 és 2009 között gyártotta az Alfa Busz alacsony belépésű Volvo B7RLE járóképes alvázra. Az első két darabot a megrendelő Alba Volán kérésére magasabb belmagassággal készítették el, hogy a busz hátsó részében is lehessen állva utazni. A BKV 2004-ben pályázatot írt ki észak-pesti autóbuszvonalak üzemeltetésére új alacsonypadlós buszokkal, melyet a Nógrád Volán és az Alfa Busz Kft. közösen nyert meg Alfa Localo autóbuszokkal. Az ide megrendelt 14 autóbusz azonban nem készült el időre, ezért átmenetileg bérelt buszokkal és a bemutatóbusszal pótolták a hiányt. A Nógrád Volán mellett a BKV egy másik alvállalkozója, a VT-Transman is vásárolt 52 darab Localót 2006 és 2007 között több részletben, melyekkel újabb vonalakon teljesítettek szolgálatot, valamint a Budapesten közlekedő régi járműveiket váltották ki. 2007-ben további buszvonalak üzemeltetéséről kötött szerződést a Nógrád Volán a BKV-val, erre a célra további 14 darab buszt vásárolt a Volán. Az Alfa Busz ez alkalommal többletbuszokat is gyártott, emellett változtatott a buszok ajtóképletén és rendszerén, azonban ezek gyenge rögzítése miatt 2008-ban baleset is történt.
Az Alfa Busz 2009-ben mutatta be a Localo harmadik generációját, melyből 36 darabot rendelt a nagyváradi Oradea Transport Local. Az Alfa Busz 2010-es csődje miatt nem tudták leszállítani a teljes mennyiséget, három félkész járművet a szerb Megabus vásárolta meg, a Neobus fejezte be az összeszerelésüket, majd Megabus Bamiron néven forgalomba állították Belgrádban.
A BKV alvállalkozói szerződései 2012. április végén jártak le, hosszabbításra a Budapesti Közlekedési Központ új pályázatot írt ki. A Nógrád Volán nem adott be ajánlatot az általa üzemelt vonalakra, ezért május 1-jétől befejezte a budapesti szolgáltatást, az ott használt Localókat pedig balassagyarmati és salgótarjáni üzemegységekhez helyezte át. A BKV másik alvállalkozója, a VT-Transman (2013-tól VT-Arriva) továbbra is üzemeltetett Localókat a Budapesten. 2015-ben nagy részüket kivonták a fővárosból, mivel a BKK nem hosszabbította meg rájuk a szerződést. A kivont buszokat 2016 nyarától a VT-Arriva Székesfehérvár helyi járatán állította forgalomba a KNYKK alvállalkozásában, emellett a 2016-os Balaton Soundon hasznukat vették fesztiválbuszként. A maradék Localo új MAN Lion’s City buszok érkezésével kerültek ki a fővárosi állományból, amivel a típus már csak vidéken közlekedik.

### Alfa Regio

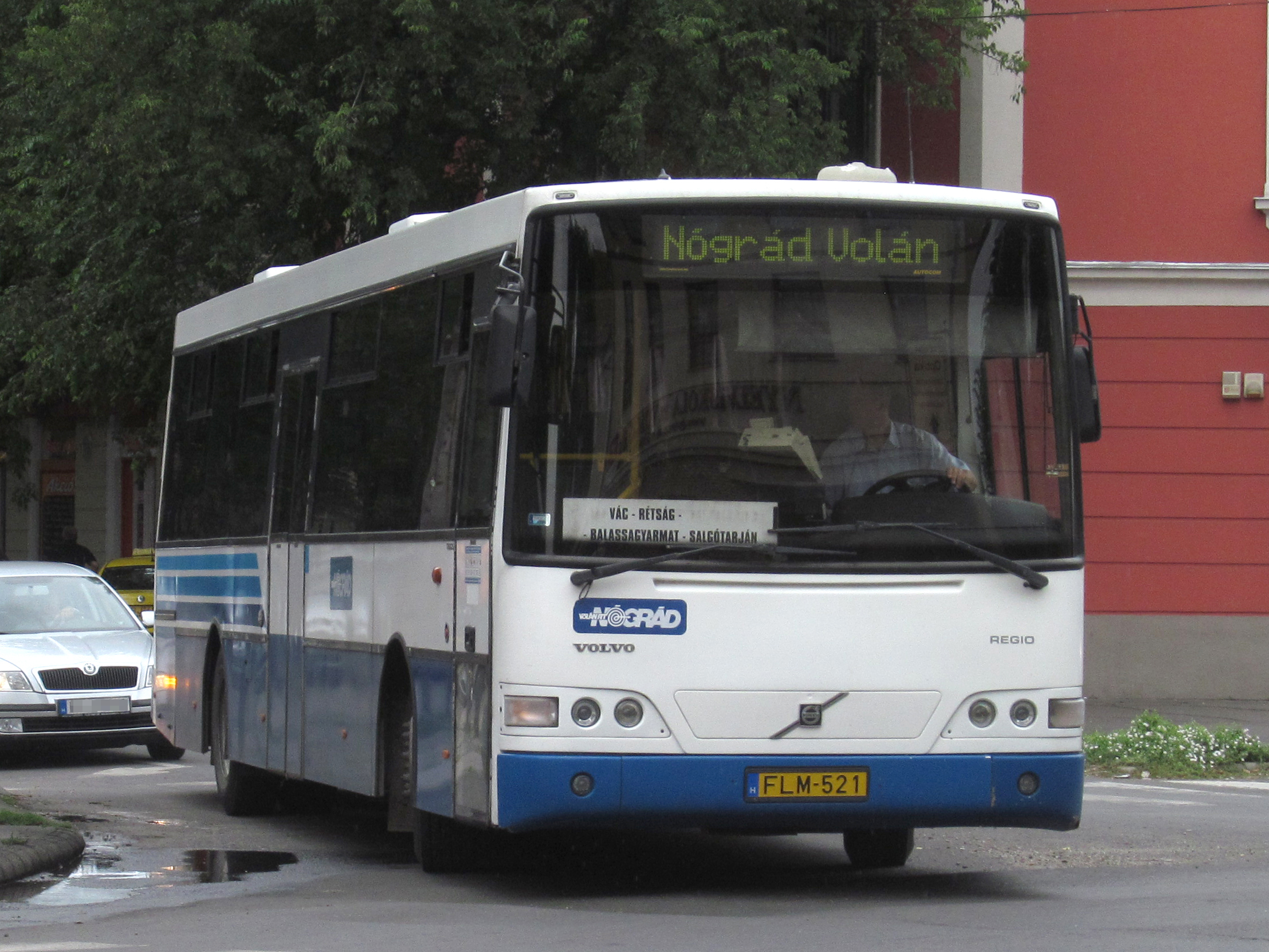
Alfa Regio Vácott

Az Alfa Regiót 2003 és 2009 között gyártotta az Alfa Busz normál padlómagasságú Volvo B7R és B12B járóképes alvázakra, valamint alacsony belépésű Volvo B12BLE önjáró alvázra. A típus különböző autóbuszos tender során a Volán-társaságok több mint feléhez eljutott. 2005-től a Volvo B7R alvázak helyett korszerűbb Volvo B12B alvázakra építették a buszokat, 2007-ben bemutatták a hosszabb, háromtengelyes változatát, amelyből csupán hat darabot gyártottak le. A 2008-as Budapest–Bamako-ralin az Alfa Busz, a Volvo Hungária és a Budapesti Közlekedési Zrt. együttműködésében egy speciális kivitelű Regiót indítottak útnak.

### Alfa Urbano
Az Alfa Urbano buszokra 2008-ban kapta meg a megrendelést az Alfa Busz a svájci La Chaux-de-Fonds városból. A gyártó külön a svájci megrendelésre tervezte a típust, melyet egy Volvo B7RLE alacsony belépésű alvázra építettek. Az első elkészült darabot a 2008-as tököli autóbusz-fesztiválon mutatták be, a megrendelt hat autóbuszt pedig 2009-ben szállították le. A buszmodell helyközi kialakítása ellenére az Alfa Busz az Urbanóval elindult a BKV midibusztenderén. A svájciak nem voltak elégedettek a leszállított buszok minőségével, továbbá a buszgyártó csődje miatt megszűnt a vevőszolgálat is, ezért 2013-ban valamennyit eladásra kínálták, majd aztán 2014-ben ebből négy darabot Lengyelországból megvásároltak.